# Nice Volley-Ball 2017-2018
Questa voce raccoglie le informazioni riguardanti il Nice Volley-Ball nelle competizioni ufficiali della stagione 2017-2018.

## Organigramma societario
Area direttiva
- Presidente: Alain Griguer

Area tecnica
- Allenatore: Mladen Kasić

## Rosa
| N° | Nome               | Ruolo | Data di nascita   | Nazionalità sportiva |
| -- | ------------------ | ----- | ----------------- | -------------------- |
| 1  | William Le Thuc    | L     | 10 settembre 1995 | Francia              |
| 4  | Gojko Ćuk          | C     | 10 ottobre 1988   | Bosnia ed Erzegovina |
| 5  | Ivan Kolev         | S     | 2 gennaio 1987    | Bulgaria             |
| 6  | Lukas Demar        | S     | 23 settembre 1996 | Francia              |
| 8  | Vasyl' Tupčij      | S     | 13 gennaio 1992   | Ucraina              |
| 10 | Yoann Jaumel       | P     | 16 settembre 1987 | Francia              |
| 11 | Danijel Koncilja   | C     | 4 settembre 1990  | Slovenia             |
| 12 | Fran Novotni-Kašić | P     | 22 luglio 1997    | Francia              |
| 13 | Corentin Rodolfo   | S     | 5 giugno 1995     | Francia              |
| 14 | Adam Bartoš        | S     | 27 aprile 1992    | Rep. Ceca            |
| 16 | Yousri Anegay      | C     | 28 agosto 1996    | Francia              |
| 17 | Vladislav Ivanov   | L     | 14 marzo 1987     | Bulgaria             |
| 20 | Dawid Woch         | C     | 16 maggio 1997    | Polonia              |